# Jonathan Babineaux
Jonathan Joel Babineaux (Port Arthur, 12 ottobre 1981) è un ex giocatore di football americano statunitense che ha militato nel ruolo di defensive tackle per tutta la carriera con gli Atlanta Falcons della National Football League (NFL).

## Carriera

### Atlanta Falcons
Dopo avere giocato al college a football con gli Iowa Hawkeyes, Babineaux fu scelto nel corso del secondo giro (59º assoluto) del Draft NFL 2005 dagli Atlanta Falcons. Divenne stabilmente titolare a partire dalla stagione 2008, un ruolo che conservò fino al 2014. Nel 2009 guidò tutti i defensive tackle della NFL con un primato personale di 6 sack. L'11 marzo 2014 firmò un rinnovo triennale con i Falcons per un valore di 9 milioni di dollari.

## Palmarès

### Franchigia
- National Football Conference Championship: 1

Atlanta Falcons: 2016

## Statistiche
| Partite totali | 187  |
| Tackle totali  | 394  |
| Sack           | 27,0 |
| Intercetti     | 4    |
| Fumble forzati | 10   |

## Vita privata
Babineaux è il fratello maggiore dell'ex safety dei Seattle Seahawks e dei Tennessee Titans Jordan Babineaux.